# Raja undulata
Espèce
Statut de conservation UICN

 EN A2bd+3d+4bd : En danger
La raie brunette (Raja undulata) est une espèce de raies appartenant à la famille des Rajidae.
Ce poisson cartilagineux vit en mer Méditerranée et en Atlantique-Est (du sud de l'Irlande et de l'Angleterre à l'Afrique (golfe de Guinée)). Il se nourrit sur le fond marin vaseux ou sableux/graveleux. On l'a trouvé jusqu'à 200 m (660 pieds) de profondeur, mais il préfère les eaux moins profondes. L'espèce est classée « en danger » et considérée comme menacée par la surpêche mais elle tend à reconstituer ses effectifs dans les années 2000 2010 grâce aux quotas de pêche.

## Description

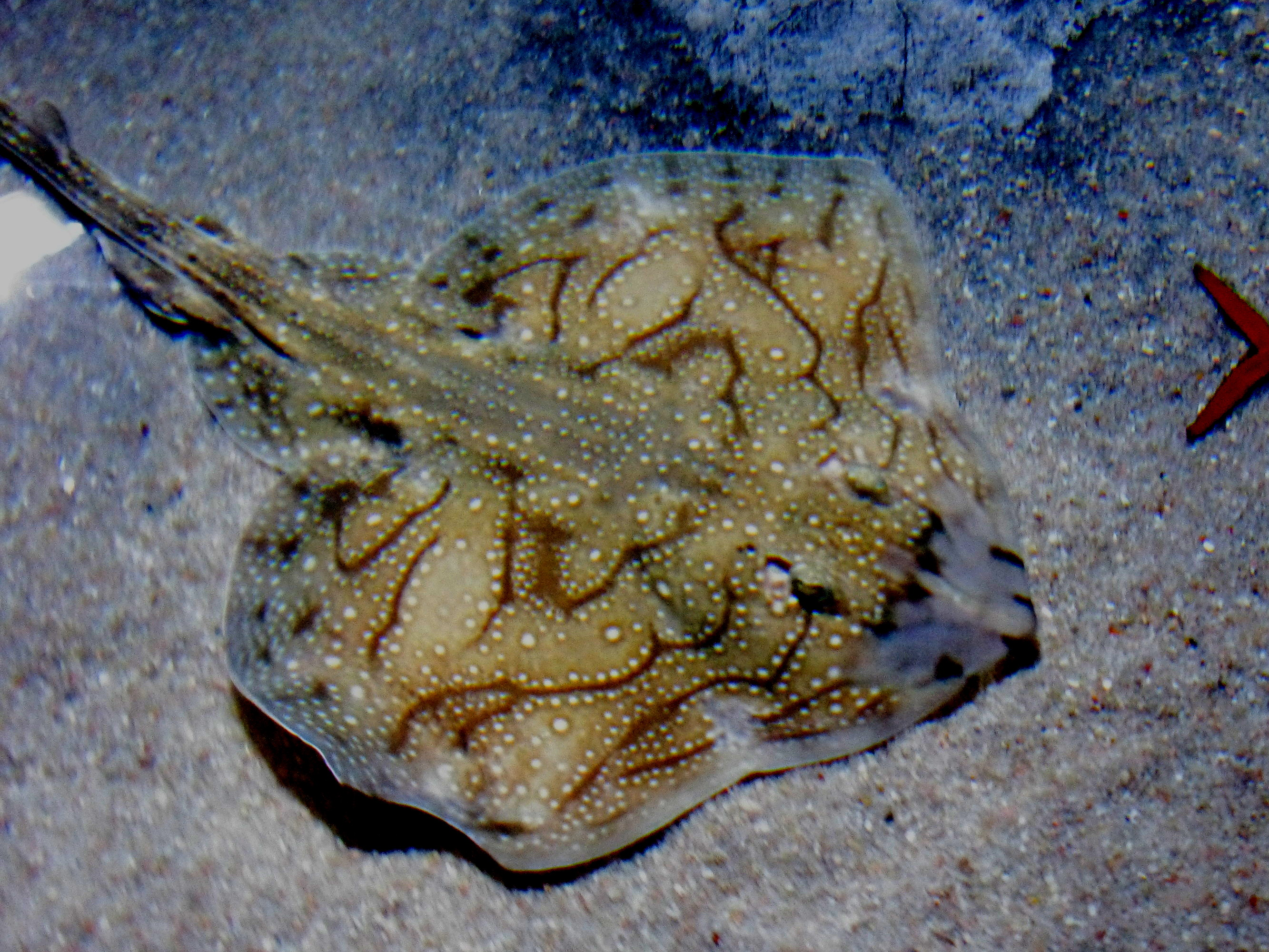
Raie brunette (Raja undulata)

Le corps est discoïde et triangulaire à l'avant et presque circulaire à l'arrière, porteur de denticules cutanés pour certaines développés comme épines protectrices. Les épines médianes sont dispersées chez les adultes, et régulières chez les jeunes. Les mâles en ont une rangée latérale (de chaque côté), alors que les femelles en portent trois. 
Les yeux sont de taille moyenne et suivis de spiracles. 

Comme chez les autres raies, la bouche est située sur la surface ventrale et est légèrement arquée. Elle est suivie de cinq paires de petites fentes branchiales. 

La queue, aussi longue que le corps, est dotée de deux nageoires dorsales bien séparées près de son extrémité, avec généralement deux épines entre elles. 
Robe et couleurs : Sur le dos elle varie selon les individus et l'environnement (capacité mimétique), du brun clair à la citrine ou au gris, avec des lignes et bandes ondulées plus foncées et de nombreuses petites taches blanches. Le museau et les marges sont souvent plus clairs, avec des taches sombres.
Le dessous du corps est blanc crème avec une marge grisâtre. 
Poids (adulte) : environ 4,5 kg (10 lb) et exceptionnellement jusqu'à 10,04 kg (22,13 lb) 
Taille (adulte) : environ 1 m de long (39 po) avec des spécimens signalés à 1,14 m et 1,20 m ,.

## Distribution
Cette espèce a une distribution inégale et discontinue dans le nord-est de l'Atlantique (peut-être en partie en raison de sa surpêche). 
On la trouve depuis le sud de l'Irlande et l'Angleterre jusqu’au Sénégal et en Méditerranée occidentale (et très exceptionnellement côté oriental). 
Cette raie est généralement rare, mais peut être localement abondante, notamment au nord-ouest de l'Irlande, et en Manche orientale ou aux abords de la côte sud du Portugal. 

## Habitats
Comme d'autres raies on la trouve généralement sur les fonds sableux, boueux ou détritiques, à des profondeurs de 50 à 200 m des régions côtières jusqu'au talus continental supérieur, même s'il est parfois possible de le trouver dans des eaux moins profondes.

## Biologie

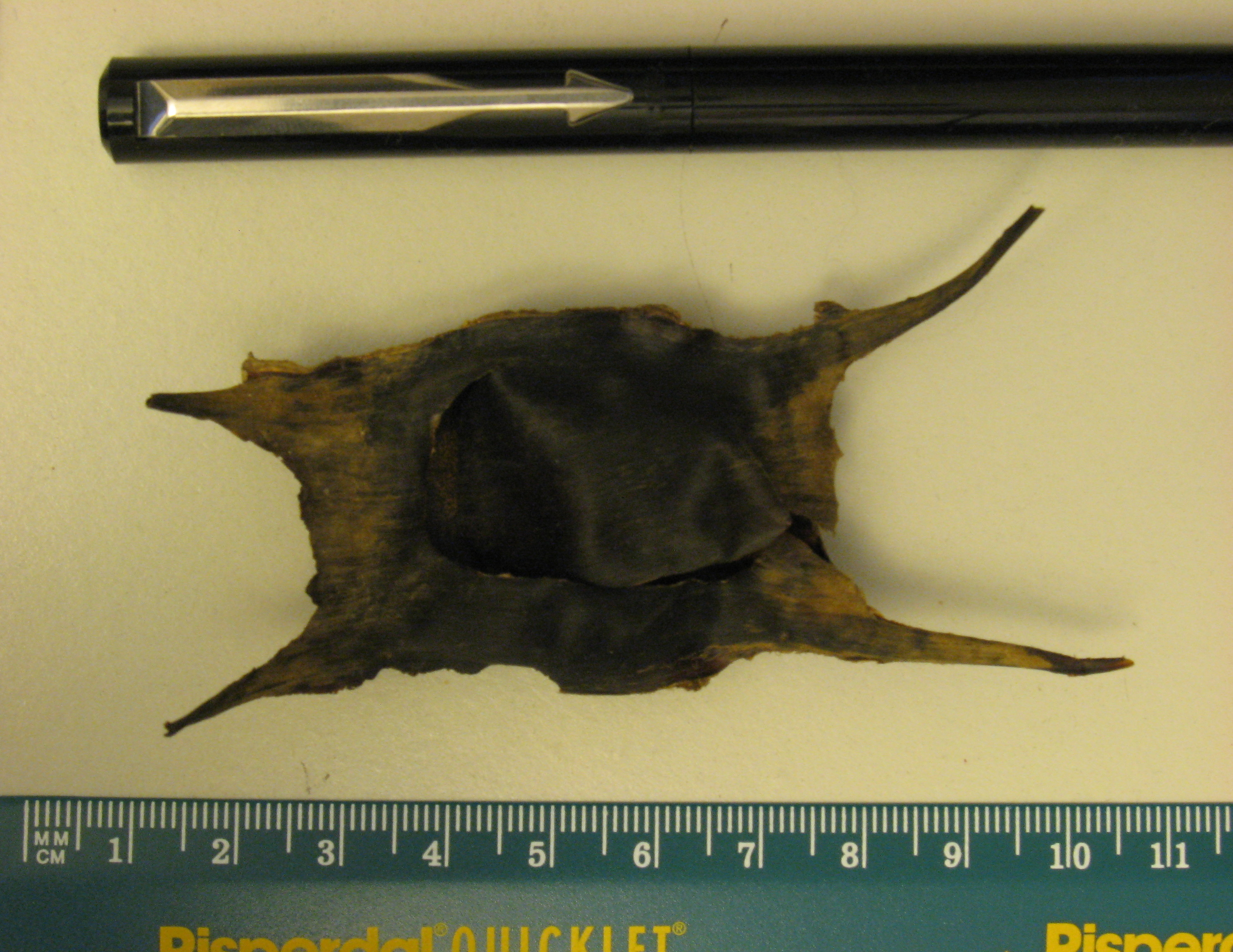
Œuf de Raie brunette.

En raison de sa rareté et de la profondeur où elle vit, il existe encore peu de données sur la biologie de cette espèce. 
En utilisant les vertèbres comme marqueurs de croissance, sa durée de vie maximale a été estimée à 21-23 ans. Sa maturité sexuelle est tardive. Les parents ne s'occupent pas des alevins.
Ce poisson est cartilagineux.
La raie brunette est ovipare. Les femelles pondent leurs œufs de mars à septembre. 
Comme chez les autres raies et chez les requins, chaque œuf est noir et protégé par une coque coriace avec des coins cornés (dite « bourse de sirène »). 
Ces œufs mesurent généralement de 72 à 90 mm de long, pour une largeur de 42 à 52 mm. Ils sont parfois retrouvés sur les plages après les tempêtes, mais généralement vides.
Ses conditions de reproduction sont mal connues, mais alors que les adultes sont trouvés au large, les juvéniles sont trouvés dans des baies et des eaux intérieures tels que lagons côtiers, rias, sorties d'estuaires, ce qui laisse penser que R. undulata a besoin d'eaux moins salées pour son début de cycle de vie, or ces eaux sont souvent plus polluées que les eaux du grand large.

## Alimentation
La raie brunette mange de petits poissons, des crustacés, des mollusques et d'autres organismes macrobenthiques.

## Interactions avec l'Homme

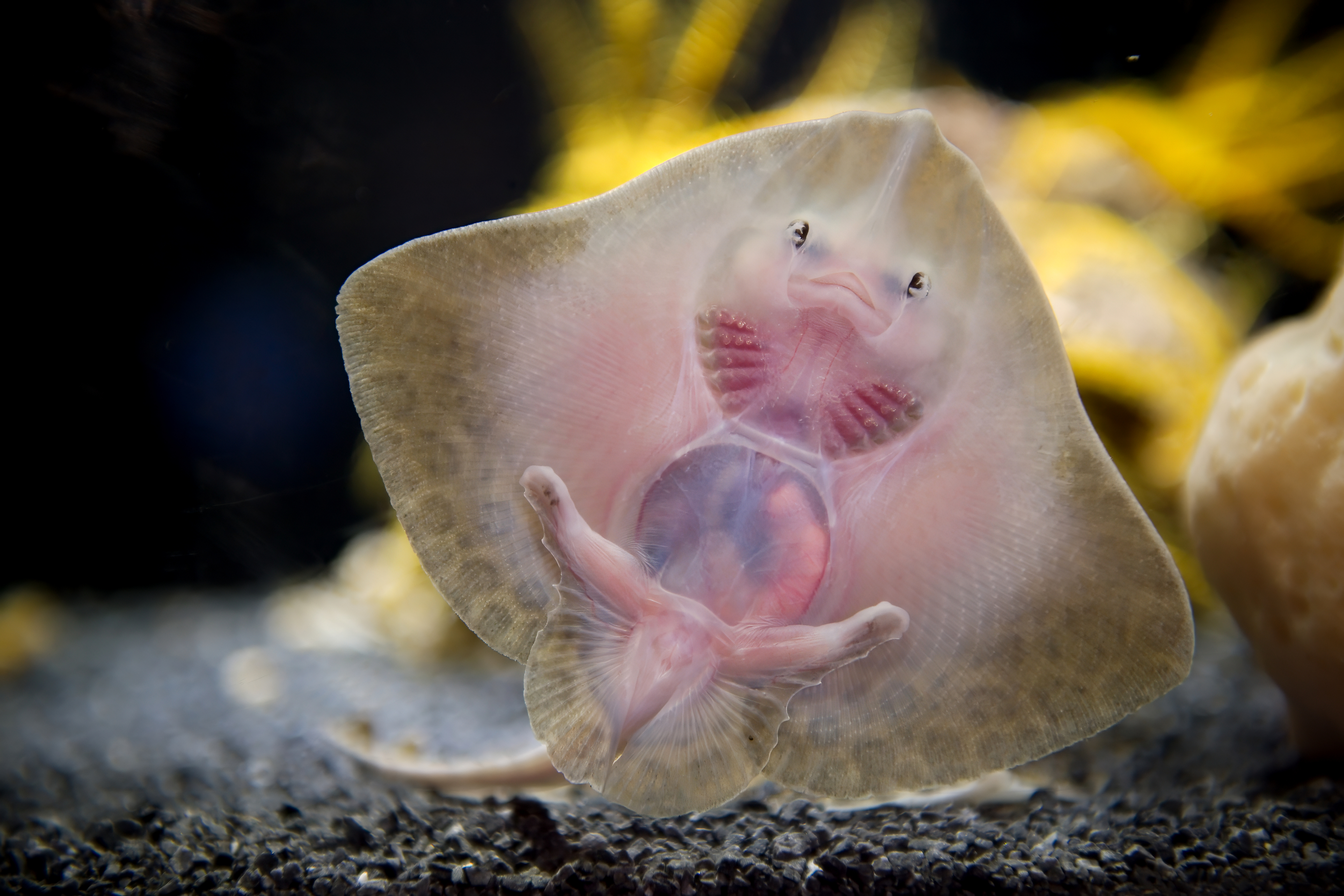
Une jeune raie brunette à l’aquarium français Nausicaá de Boulogne-sur-Mer.

Cet animal, comme d'autres espèces benthoniques de taille similaire est capturé accidentellement ou intentionnellement par les pêcheries commerciales utilisant des chaluts, des filets maillants et des engins linéaires. 
C'est aussi un hôte commun et apprécié dans les aquariums publics.

## Mesures de protection et restauration
En raison de sa maturité sexuelle tardive et de son faible taux de croissance démographique, la raie brunette est jugée extrêmement vulnérable à l'exploitation par les pêcheries.
En Atlantique-Nord, le nombre d'individus de cette espèce avait fortement diminué, dans la zone irlandaise notamment et l'espèce semblait avoir disparu d'une grande partie de la Manche à la fin du XXe siècle. 
C'est pourquoi dans le contexte d'une pêche européenne se voulant plus durable, depuis 2009 il est théoriquement interdit dans toutes les eaux européennes de conserver à bord et ramener terre les raies brunettes pêchées en mer, en raison des préoccupations liées à la taille décroissante des stocks. Ces raies doivent être remis à l'eau (indemne tant que possible).
Depuis la mise en place de cette mesure de protection (mal acceptée dans les zones où l'espèce était encore relativement abondante), les pêcheurs et les biologistes marins constatent un certain retour de l'espèce. En juillet 2018, le CIEM (Conseil international pour l'exploration de la mer) a conclu des statistiques disponibles que l'indice de biomasse de l'espèce a augmenté de 58 % entre la période 2011-2015 et 2016-2017 (mais à partir d'un stock très bas). Ce stock est classé en catégorie 3 (sans référence de rendement maximal durable), ce qui implique une hausse du plafonnement du prélèvement plafonné (par le Cie) à 20 %, afin de s’affranchir des incertitudes et fluctuations interannuelles.

## Menaces, état des populations et mesures pour une pêche durable
La principale menace pour l'espèce est a priori la surpêche ; En 2014, 300 tonnes de cette espèce auraient été débarquées par les pêcheurs professionnels, tombé à 139 tonnes en 2017. 
Par ailleurs comme tous les poissons se nourrissant sur le fond marin, cette espèce est vulnérable à la destruction de ces fonds par le chalutage, et à certaines pollutions (métaux lourds, munitions immergées...), qui peuvent aussi la rendre plus vulnérable au parasitisme (notamment étudié en Espagne ; une nouvelle espèce de vers parasite a été découverte chez cette raie).
En 2018 l'état et l'évolution démographique des populations est encore difficile à évaluer car avant la mise en place du moratoire, les quantités débarquées n'étaient pas déclarées avec précision (cette espèce - par ailleurs assez facilement confondues avec des espèces proches - était en effet comptabilisée parmi toutes les raies débarquées, avant d'être interdite de pêche, puis de faire l'objet d'une « pêche accessoire limitée » (depuis 2015, à la suite d'études scientifiques associant des pêcheurs et ayant montré un relatif retour de l'espèce et à la suite de l'avis du CSTEP (Comité scientifique, technique et économique de la pêche (organisme consultatif) adressé à la Commission européenne le 3 mars 2015, pour la Manche et le golfe de Gascogne. 
Sur une partie de son aire de répartition on manque de données pour le calcul de l'indice d'abondance (dont dans le golfe de Gascogne) ; le CIEM applique pour la pêche un -20 % de précaution.
Le niveau de prélèvement historique ou soutenable est inconnu. 
Le CIEM s'est donc basé sur les captures comptabilisées en 2011-2017 (environ 1 773 tonnes/an en moyenne pour les débarquements + rejets en mer). Il applique +20 % à cette quantité (2 127 t/an) ; si le taux de rejet reste de 95 %, le CIEM recommande pour 2018, 2019 et 2020, de ne pas débarquer plus de 115 tonnes/an. 
C'est une forte hausse (+ 77%) comparée à l’avis précédent du CIEM (pas plus de 65 t/an pour 2017 et 2018, la hausse serait de 77 %... mais comparé au Tac de 180 t/an retenu en 2017, ou mêle aux 139 tonnes débarquées, cet avis correspond à une diminution. 
Les calculs du Ciem supposent que la survie de la raie brunette relâchée après capture est de 100 %, ce qui n'est certainement pas le cas en réalité. 

Avec une survie de moins de 100 %, « il pourrait être possible, à mortalité par pêche constante, d’augmenter les débarquements en rejetant moins, à la condition que les captures totales diminuent », note l'ichtyologue Alain Biseau en aout 2018.